# Sport Club Luso Brasileiro
A Sport Club Luso Brasileiro, vagy Luso Brasileiro egy megszűnt brazil labdarúgócsapat São Luís városából. Portugál kereskedők alapították 1916-ban. Még ebben az évben indultak az állami Maranhense bajnokságban és rövid pályafutásuk alatt 8 bajnoki címet szereztek.

## Sikerlista

### Állami
- 8-szoros Maranhense bajnok: 1918, 1919, 1922, 1923, 1924, 1925, 1926, 1927